# Gosselies
Gosselies ist ein Teil der belgischen Stadt Charleroi in der Region Wallonien. Gelegen im Norden von Charleroi war Gosselies bis zur Eingemeindung im Jahr 1977 eine eigenständige Gemeinde. Gosselies ist der Sitz des belgischen Niederlassung von Caterpillar und von Solar Turbines Europa. Des Weiteren liegt der Flughafen Brüssel-Charleroi in Gosselies. Seit Eröffnung der Linie M3 der Stadtbahn Charleroi im Juni 2013 ist Gosselies wieder an die Innenstadt von Charleroi und damit über den Bahnhof Charleroi-Central an den Schienenfernverkehr der SNCB angebunden.

## Söhne und Töchter der Stadt
- Jean-Pierre Dubois (* 1969), Radrennfahrer
- Nigel Bailly (* 1989), Autorennfahrer
- Alessio Picariello (* 1993), Autorennfahrer
- Anthony Descotte (* 2003), Fußballspieler